# Максимчук Іван Олександр
Іван Олександр Максимчук (13 жовтня 1888, місто Стрий, Королівство Галичини та Володимирії, Австро-Угорщина — 29 жовтня 1965, місто Сан-Паулу, Бразилія) — доктор права, громадський діяч, письменник-мемуарист

## Життєпис
Батько Івана Олександра, Юрій Максимчук (1851—1891), уродженець міста Станиславів, одружився у Стрию з Михайлиною Петрушевич (1864—1952). Родина Максимчуків мешкала в місті Стрий. Батьки особливого значення надавали освіті дітей — Івану Олександру та Юліяну Юрію (нар. 1890) і на початку двадцятого століття старший син став студентом юридичного факультету Львівського університету, за тим — доктором права. Іван Олександр під час навчання був студентським активістом, організатором акцій протесту проти засилля польської мови в навчальному процесі. Притягався до відповідальності за виступи проти польської влади.

### Початок діяльности
Трудову діяльність Іван Олександр Максимчук розпочав у Стрию та Самборі, відкривши в обох містечках юридичні канцелярії, надаючи правову допомогу громадянам у різні робочі дні. Відзначався особливою скрупульозністю веденням справ, вмінням доводити правоту своїх клієнтів тонкощами юридичних аргументів, майстерно володів ораторським мистецтвом. Брав найактивнішу участь у громадському житті регіону.

### У Кожуховському концтаборі під Москвою
Вступив до лав Української галицької армії (УГА) 1918 року. Пройшов усі митарства цього війська, яке частково формувалося і в Стрию під орудою полковника Григорія Коссака. Іван Олександр Максимчук надавав командуванню юридичну допомогу при формуванні Третього Галицького корпусу. У складі цього підрозділу воював проти польського війська, згодом з боями відійшов за Збруч.
Тут потрапив до більшовицького полону й наприкінці 1919 року етапований більшовиками до чекістського Кожуховського концентраційного табору, розташованого поблизу залізничної станції Кожухово, у передмісті Москви. Нині — це територія житлового масиву колишнього автомобільного заводу ЗіЛ. Ще дорогою до Росії, частину вояків УГА було по-звірячому розстріляно. В концентраційний табір, який відзначався надзвичайно жорсткими умовами утримання, прибуло понад шістсот українців, з них 315 старшин, серед яких були й Тарас Франко, син Івана Франка, отаман УГА Осип Букшований, начальник штабу УГА отаман Семен Горук, ветеран легіону Українських січових стрільців та УГА, адвокат Іван Цяпка. Іван Олександр Максимчук перебував за колючим дротом декілька місяців. Йому випадково вдалося втекти з-під варти й успішно повернутися додому.

### Літературні кроки
1930 року у Львові, у видавництві «Червона калина» І. О. Максимчук видав книгу спогадів «Кожухів». Це глибокий, сумлінний аналіз ходу бойових дій УГА проти польського війська, причин поразки українців, але насамперед яскраві картини життя галичан у табірній неволі. Автор виразно зображує ненависть росіян до українців, приниження ними нашої мови, культури, національну гідність, водночас і дружбу полонених, взаємовиручку українців, самопожертву одних заради громади. Документальна повість Івана-Олександра Максимчука зразок мемуарної літератури глибокого національного змісту.
З приходом Радянської армії в Галичину, автора книжки «Кожухів» чекісти оголосили у розшук. Йому загрожувала страта на місці. Довелося переховуватися, пережити ряд облав, погонь. Врятували люди, які пам'ятали доброту юриста Максимчука.
Під час другої світової війни Іван Олександр Максимчук у Стрию працював головою Українського Окружного Допомогового комітету. Відомий у місті юрист врятував життя десяткам людей, сотні визволив від вивезення на каторжні роботи до Німеччини. Розуміючи, що прихід Червоної армії несе смертельну загрозу його життю, відомий доктор права із Стрия виїжджає на Захід.

### До останньої хвилини з гетьманом Скоропадським
І. О. Максимчук був активним прибічником Гетьманату. Він вітав прихід до влади гетьмана Павла Скоропадського наприкінці квітня 1918 року. Виїхавши 1939 року зі Стрия до Німеччини, був наближеною особою до двору Павла Скоропадського, служив у гетьманській організації «Союз гетьманців-державників». А коли 26 квітня 1945 року гетьман помер, відповідав за ексгумацію його тіла. Про це написав мемуарні спогади, озаглавлені «Моя військова служба».
Згодом доля закинула Івана Олександра Максимчука до Сан-Паулу в Бразилії. Тут він написав історію роду Петрушевичів, звідки походила його мати, видавши її 1967 року у Чикаго. Підготував до друку історію українських дивізій, які формувалися і воювали у складі Німецької армії періоду другої світової війни. Перебуваючи на еміграції в Бразилії, він майже втратив зір, але таки зумів написати історію поселення українців у Сан-Паулу.

### Мемуарна документалістика Максимчука
На Заході особливо цінними вважають матеріали з творів І. О. Максимчука, які стосуються майже документального опису переходу Українською галицькою армією Збруча (16-17 липня 1919 року) під натиском польського війська, особливо з поданої докладної інформації стосовно епідемії грипу, що зненацька стала поголовно «косити» ряди УГА і, як вважають окремі науковці, є незаперечним фактом застосування хімічної та біологічної зброї проти українців. Адже в окремих підрозділах на важку форму грипу в одну мить захворіло більше 90 % особового складу чотів і куренів, дивізій та корпусів. Майстер змалювання сцен життя, І. О. Максимчук надзвичайно точно відтворив картини мору українських вояків у місті Бар Подільської губернії, подав подібні описи з Тернополя, свідком яких був сам.

### Від Стрия до Сан-Паулу
Перед вступом до Української галицької армії (1918) одружився зі своєю ровесницею Сидонією Гаас, чешкою за походженням. 1919 року, коли він перебував на війні, а згодом й у російському полоні, у молодого подружжя Максимчуків народився син Нестор Юрій, а ще за два роки — Зенон-Олександр. Обидва сини емігрували слідом за батьками до бразильського Сан-Паулу, де в цьому найбільшому місті Південної Америки існувала і нині мешкає потужна община української діаспори Бразилії. Родоначальник династії Максимчуків — Іван Олександр помер 29 жовтня 1965 року. Пішли у засвіти і його обидва сини. Від гілки старшого — Нестора Юрія та його дружини Івонни Жаклін Гофман (нар. 1925) у Сан-Паулу мешкає дочка Мирослава Зігфріда Максимчук, яка опікується нібито частиною ще не опублікованих матеріалів дідуся — Івана-Олександра Максимчука.